# Stay (Kygo)
"Stay" is een single van de Noorse DJ en muziekproducent Kygo met vocalen van Maty Noyes. De single kwam uit als de vijfde single van Kygo's debuutalbum Cloud Nine.

## Hitnoteringen

### Nederlandse Top 40
| Hitnotering: 19-12-2015 t/m 07-05-2016 | Hitnotering: 19-12-2015 t/m 07-05-2016 | Hitnotering: 19-12-2015 t/m 07-05-2016 | Hitnotering: 19-12-2015 t/m 07-05-2016 | Hitnotering: 19-12-2015 t/m 07-05-2016 | Hitnotering: 19-12-2015 t/m 07-05-2016 | Hitnotering: 19-12-2015 t/m 07-05-2016 | Hitnotering: 19-12-2015 t/m 07-05-2016 | Hitnotering: 19-12-2015 t/m 07-05-2016 | Hitnotering: 19-12-2015 t/m 07-05-2016 | Hitnotering: 19-12-2015 t/m 07-05-2016 | Hitnotering: 19-12-2015 t/m 07-05-2016 |
| Week:                                  | 1                                      | 2                                      | 3                                      | 4                                      | 5                                      | 6                                      | 7                                      | 8                                      | 9                                      | 10                                     | 11                                     |
| -------------------------------------- | -------------------------------------- | -------------------------------------- | -------------------------------------- | -------------------------------------- | -------------------------------------- | -------------------------------------- | -------------------------------------- | -------------------------------------- | -------------------------------------- | -------------------------------------- | -------------------------------------- |
| Positie:                               | 39                                     | 24                                     | 16                                     | 12                                     | 11                                     | 10                                     | 9                                      | 12                                     | 13                                     | 13                                     | 16                                     |
| Week:                                  | 12                                     | 13                                     | 14                                     | 15                                     | 16                                     | 17                                     | 18                                     | 19                                     | 20                                     | 21                                     |                                        |
| Positie:                               | 20                                     | 20                                     | 20                                     | 21                                     | 22                                     | 23                                     | 24                                     | 26                                     | 30                                     | 37                                     | uit                                    |

### NederlandseSingle Top 100
| Hitnotering: 12-12-2015 t/m 23-07-2016 | Hitnotering: 12-12-2015 t/m 23-07-2016 | Hitnotering: 12-12-2015 t/m 23-07-2016 | Hitnotering: 12-12-2015 t/m 23-07-2016 | Hitnotering: 12-12-2015 t/m 23-07-2016 | Hitnotering: 12-12-2015 t/m 23-07-2016 | Hitnotering: 12-12-2015 t/m 23-07-2016 | Hitnotering: 12-12-2015 t/m 23-07-2016 | Hitnotering: 12-12-2015 t/m 23-07-2016 | Hitnotering: 12-12-2015 t/m 23-07-2016 | Hitnotering: 12-12-2015 t/m 23-07-2016 | Hitnotering: 12-12-2015 t/m 23-07-2016 | Hitnotering: 12-12-2015 t/m 23-07-2016 | Hitnotering: 12-12-2015 t/m 23-07-2016 | Hitnotering: 12-12-2015 t/m 23-07-2016 | Hitnotering: 12-12-2015 t/m 23-07-2016 | Hitnotering: 12-12-2015 t/m 23-07-2016 | Hitnotering: 12-12-2015 t/m 23-07-2016 |
| Week:                                  | 1                                      | 2                                      | 3                                      | 4                                      | 5                                      | 6                                      | 7                                      | 8                                      | 9                                      | 10                                     | 11                                     | 12                                     | 13                                     | 14                                     | 15                                     | 16                                     | 17                                     |
| -------------------------------------- | -------------------------------------- | -------------------------------------- | -------------------------------------- | -------------------------------------- | -------------------------------------- | -------------------------------------- | -------------------------------------- | -------------------------------------- | -------------------------------------- | -------------------------------------- | -------------------------------------- | -------------------------------------- | -------------------------------------- | -------------------------------------- | -------------------------------------- | -------------------------------------- | -------------------------------------- |
| Positie:                               | 53                                     | 33                                     | 19                                     | 18                                     | 11                                     | 10                                     | 11                                     | 12                                     | 13                                     | 14                                     | 25                                     | 19                                     | 17                                     | 17                                     | 19                                     | 20                                     | 24                                     |
| Week:                                  | 18                                     | 19                                     | 20                                     | 21                                     | 22                                     | 23                                     | 24                                     | 25                                     | 26                                     | 27                                     | 28                                     | 29                                     | 30                                     | 31                                     | 32                                     | 33                                     |                                        |
| Positie:                               | 27                                     | 30                                     | 32                                     | 32                                     | 38                                     | 39                                     | 42                                     | 44                                     | 49                                     | 49                                     | 61                                     | 72                                     | 81                                     | 77                                     | 86                                     | 96                                     | uit                                    |

### 3FM Mega Top 50
| Positie: | 35 | 20 | 15 | 16 | 11 | 12 | 9  | 11 | 13 | 16 | 25 | 19  |
| Week:    | 13 | 14 | 15 | 16 | 17 | 18 | 19 | 20 | 21 | 22 | 23 |     |
| Positie: | 15 | 17 | 16 | 17 | 21 | 29 | 27 | 27 | 32 | 38 | 47 | uit |

## Releasedata
| Land       | Releasedatum    | Formaat        | Label |
| ---------- | --------------- | -------------- | ----- |
| Wereldwijd | 4 december 2015 | Muziekdownload | Sony  |